# Нюкасъл (лек крайцер, 1936)
Вижте пояснителната страница за други значения на Нюкасъл.
Нюкасъл (на английски: HMS Newcastle (C76)) е лек крайцер на Британския Кралски флот, от времето на Втората световна война от първата серия крайцери тип „Таун“. Поръчан е на 1 юни 1934 г. заедно с еднотипния Southampton на корабостроителницата Vickers Armstrong в Нюкасъл. Пъроначално носи името „Minotaur“, което е сменено след залагането му. Така крайцерът, който е спуснат на вода на 23 януари 1936 г. става седмият кораб в Британския флот, който носи това име. На 5 март 1937 г. строителството е завършено и кораба влиза в строя на Home Fleet.
Девизът на кораба звучи така: „Fortutudine Vinco“ – „По сила съм победител!“

## Втора световна война

### В състава на Home Fleet
Началото на войната заварва крайцера на ремонт на стапелите на базата в Девънпорт, който завършва на 7 септември 1939 г., след което корабът се насочва към Скапа Флоу на Оркнейските острови, където започва службата му в състава на Home Fleet на 12 септември. На 15 септември е разпределен в 18-а ескадра крайцери.
На 25 септември крайцерът, съвместно с флота: линкора Nelson, линейните крайцери Hood и Renown, самолетоносача Ark Royal, крайцерите Edinburgh и Norfolk, излиза на прикритие повредената подводна лодка Spearfish за нейния преход от Horns Reef до Розайт.
На 1 октомври, заедно с флота, преминава в Лох-Ю, след като, в Скапа Флоу немската подводница U-47 потопява линкора Royal Oak.
На 8 октомври съвместно с линкорите Nelson и Rodney, а също и разрушители, излиза в Северно море в търсене на немските линкор Gneisenau и крайцера Koln. От 12 октомври съвместно с крайцера Glasgow прикрива конвоя KJ3 в състав от 19 танкера, плаващ от Източна Индия, към който се присъединява на 21 октомври и остава с него до 25 октомври, когато го напуска при Ландс Енд.
На 12 ноември при патрулиране в Датския пролив прихваща немския търговски кораб Parana (6038 БРТ), което е подпалено и потопено от своя екипаж в точката 65°48′ с. ш. 25°19′ з. д. / 65.8° с. ш. 25.316667° з. д.. Лодката със спасилите се моряци, плаваща за Исландия, крайцера пленява.
На 17 ноември крайцерът отново се връща към патрулиране в Северните проливи. На 23 ноември той забелязва на разстояние 6,5 мили немските линкори Scharnhorst и Gneisenau, които малко преди това са потопили британския спомагателен крайцер Rawalpindi, но контактът почти веднага е изгубен. На 28 ноември крайцерът се връща в Скапа Флоу. В течение на месец декември два пъти излиза на патрулиране в Северно море.
През януари 1940 г. крайцерът излиза на патрулиране в Северния Атлантик, откривайки на 9 януари в Датския пролив обломките на немския съд Bahia Blanca.
На 14 януари излиза в Северно море заедно с крайцера Manchester, разрушителите Maori, Inglefield, Icarus, Tartar, Khartoum, Kandahar, Kashmir, Kimberley и Kelvin в търсене на немския блокадопробивач Trautenfels.
На 23 януари крайцерът е поставен на планов ремонт в Тайн, който продължава до 29 май.
На 3 юни крайцера се връща в състава на Home Fleet, а още на 5 юни заедно с крайцера Sussex и 5 разрушителя излиза в качеството на ескорт на линейните крайцери Renown и Repulse за безуспешните търсения на немските линкори Scharnhorst и Gneisenau на линията Исландия – Фарьорски острови. На 10 юни ескортира евакуационният конвой от Харстад, който благополучно пристига на 11 юни в Скапа Флоу.

### Противодесантна служба
На 7 юли крайцера е преведен в Плимут за противодействие на възможното нахлуване. От 19 до 21 юли крайцерът докува в Девънпорт. През август крайцера е преведен към Югозападните подходи за изпълнение на същите функции, а на 27 септември отново става на дока в Девънпорт до 1 октомври.
На 11 октомври крайцера излиза в морето заедно с линкора Revenge, ескортиран от разрушителите Javelin, Jupiter, Kelvin, Kipling, Jackal, Jaguar и Kashmir за обстрел на Шербур (Операция Medium). В хода на обстрела на залива, линкорът изстрелва 150 381 mm снаряда. Крайцерът Emerald под ескорта на британските разрушители Wanderer и Broke, а също и полските разрушители Burza и Garland изпълнява подсветката на целите. 5 артилерийски катера също са в морето за прикритие на корабите, участващи в операцията, от възможни атаки на немски торпедни катери.
На 17 октомври в хода на патрула между островите Сили и Усан той заедно с крайцера Emerald и 5 разрушителя, при нос Ландс Енд на разстояние 18 000 ярда открива 4 немски разрушителя. Но прехващането на противника не е супешно, поради по-високата им скорост. В същото време „Нюкасъл“ получава повреди по корпуса от ударна вълна на носовите издигнати оръдия. Във връзка с това, от 23 до 27 октомври тое е на ремонт в Девънпорт.
В началото на ноември крайцерът е назначен за превеждане в Александрия, в състава на Средиземноморския флот. Въпреки това, на 1 ноември, той заедно с крайцера Nigeria и разрушителите Jersey, Jackal, Jaguar, Jupiter и Kashmir отплава от Плимът за прихващане на немски разрушители, които по данни на разузнаването плават от Брест към Канал. На 2 ноември британските кораби след безуспешната операция се връщат в базата си, в същото време и немските разрушители също са принудени да се върнат в Брест.

### Командировка в Средиземно море
От 6 до 8 ноември крайцера отново докува в Девънпорт, а на 9 ноември с 200 души персонал на RAF и припаси, отплава от Плимут за Гибралтар, където и пристига на 16 ноември.
След дозареждане той отплава на 17 ноември към Малта, достигайки острова без проишествия на 19 ноември. Крайцерът остава на острова до 26 ноември, провеждайки в периода 24 – 26 ноември ремонт на котлите, след което се насочва в Гибралтар заедно със Съединение D от състава на Средиземноморския флот: линкора Ramillies, крайцерите: Berwick, Coventry под прикрытие на разрушителите Defender, Diamond, Gallant, Greyhound и Hereward в хода на операцията Collar. След като Съединение D се среща със Съединение B, крайцера на 27 ноември участва в боя при нос Спартивенто, а на 28 ноември е придаден към състава на Съединение H: линейният крайцер Renown, линкорът Ramillies, крайцерите Sheffield, Despatch и разрушители, заедно с които на 29 ноември благополучно пристига в Гибралтар.

## В Южния Атлантик
На 1 декември крайцерът е преведен, като флагмански кораб, в Южноатлантическото командване с цел прехващане на вражески блокадопробивачи и търговски рейдери.
На 7 декември „Нюкасъл“ заедно с крайцерите Cumberland и Enterprise излиза в търсене на немския спомагателния крайцер Thor след като британския спомагателен крайцер Carnarvon Castle е повреден в боя с вражеския съд при Рио де Жанейро. На 18 декември корабите продължават издирването на джобния линкор Admiral Scheer в района между Рио де Жанейро и естуара на Ла Плата.
В периода от януари до април 1941 г. крайцерът остава в Южния Атлантик, изпълнявайки рутинна служба. В този период, през март, на него е поставен радар „Type 286M“.
На 15 април крайцера стеща войсковия конвой WS7, плаващ от Фрийтаун към нос Добра надежда който се съпровожда от линкора Nelson. На 16 април, до преминаването на Кейптаун, крайцерът продължава да съпровожда конвоя, който се насочва нататък, към Дърбан, където и пристига на 19 април. С пристигането в Дърбан, крайцера се насочва към Саймънстаун за ремонт и докуване, с края на които, от 16 май, се връща към ежедневната си служба.
На 25 юли, югоизточно от естуара на Ла Плата, „Нюкасъл“ прихваща немския търговски съд Erlangen (6101 БРТ.) Но последния е подпален от екипажа си преди „Нюкасъл“ да успее да го хване.

### Ремонт в САЩ
На 7 август крайцера от Рио де Жанейро, през Фритаун се насочва в САЩ за основен ремонт в Бостънската корабостроителница, където и пристига на 20 септември. В хода на ремонта на крайцера са заменени зенитните картечници с 9 единични 20 mm „Ерликона“. Също на крайцера е проведена подготовка за установка на британско радиолокационно оборудване. Радара Type 286M се предполага да се смени с радар Type 290. След края на ремонта през декември, крайцера се насочва към Плимът, където пристига на 29 декември.
С пристигането си крайцера влиза в док и на него са проведени работите, които е невъзможно да се завършат в САЩ. Поставени са нови радари за надводна и въздушна локация Types 273, Type 291, а също и радар за управление на артилерийския огън Type 285.

## Трансфер в Индийския океан
На 25 януари 1942 г. крайцерът е преведен в състава на 4-та крайцерска ескадра на Източния флот на Великобритания за защита на конвои и прихващане на вражеските съдове.
Едва на 21 февруари крайцерът излиза в Атлантика от Клайд съпровождайки войсковия конвой WS16. Заедно с него е линкорът Malaya, самолетоносачът Eagle и 8 разрушителя от състава на Home Fleet, които изпълняват ролята на океански ескорт при перехода към Фритаун. Всички тези бойни кораби по-късно отиват в Гибралтар. Конвоя пристига във Фритаун на 1 март, нататък отплава на 6 марта към Кейптаун и пристига там на 17 март. На 22 марта WS16 потегля към Дърбан, и „Нюкасъл“ го съпровожда до 25 март, когато е сменен от систершипа Glasgow и спомагателния крайцер Worcestershire и влиза най-накрая в състава на 4-та крайцерска ескадра. В течение на месец април крайцера изпълнява функции по охрана на корабоплаването в Индийския океан, но така и не се съединява с източния флот, който към този момент е унищожаван от японските рейдерски сили.
На 10 май крайцера пристига в Килиндини, и е предаден в състава на Средиземноморския флота за попълване на огромните му загуби. На 27 май той се насочва за Александрия заедно със систершипа Birmingham, и разрушителите Fortune и Griffin.

## Отново в Средиземно море

### Повреден от торпедо
На 13 юни крайцера участва в операцията Vigorous – провеждането на конвой ME-11 от Александрия в Малта, влизайки в състава на крайцерските сили за прикритие. Поради понесените от Средиземноморския флот загуби в състава на силите за прикритие напълно отсътстват линкори. В течение 14 юни корабите от съпровождението са подложени на въздушни атаки, а с настъплението на нощта на 15 юни командващия съединението контраадмирал Виан взема решение за орбъщане на конвоя към Александрия. По време на завоя корабите са атакувани от немски торпедни катери. В хода на атаката разрушителят Hasty е потопен от торпедото на немския S-55, а „Нюкасъл“ е повреден от торпедото на немския S-56. Това се случва на 90 мили северозападно от Дарна. Торпедото попада в носовата част по десния борд, образувайки пробойна с диаметър 30 фута и предизвиквайки сериозни повреди по корпуса. Двете носови кули са извадени от строй, при това обаче няма загуби сред екипажа. Крайцерът самостоятелно се връща на ниска скорост в базата и на 20 юни застава на предварителен ремонт. Окончателният ремонт се предполага да бъде проведен в Саймънстаун, и крайцера отплава за Аден.
На 25 юни той отплава от Аден в съпровождение на разрушителите Fortune и Griffin. На 27 юни крайцера при тежки метео условия получава повреди, загубвайки временната тапа върху пробойната. Опитите да плават с кърмата напред не води до успех и похода към южния край на Африка е отменен – крайцера се връща в Аден на 1 юли. След повторно затапване крайцера се насочва за ремонт вече към Бомбай, където пристига на 30 юли. В течение на целия август тапата се укрепва, за да може крайцера да извърши безопасен преход в САЩ, където се предполага да бъде окончателния ремонт.
На 7 септември крайцерът излиза в морето, насочвайки се към САЩ през Мавриций, Кейптаун, Пернамбуко и Бермудите. На 11 октомври крайцера влиза за ремонт в Бруклинската военноморска корабостроителница в Ню Йорк.

### Втори ремонт в САЩ
В хода на този ремонт, на кораба, освен отстраняване на получените повреди, са проведени и поредните подготовителни работи за поставяне на радиолокационно оборудване. Това са радарът за далечно въздушен мониторинг Type 281, радарът за управление на огъня на главния калибър Type 284 и радарът за управление на огъня на спомагателния калибър Type 285. На 21 ноември, с края на работите, са проведени изпитанията и подготовката за прехода на крайцера през Атлантика.
В началото на декември крайцерът отплава за Плимът, където пристига на 18 декември. На 21 декември влиза в дока на военната корабостроителница Девънпорт за поставяне на радарното оборудване. Така също на крайцера са допълнително поставени 20 mm ерликони за усилване на неговата лека зенитна артилерия. В хода на ремонта, крайцера е решено да се зачисли в състава на силите на Източния
флот.

## И отново в Индийския океан
На 30 март 1943 г., с края на ремонта крайцерът се присъединява към корабите на Home Fleet в Скапа Флоу. Крайцера е планирано да се използва в състава на океанския ескорт на поредния войскови конвой към Далечния Изток. На 6 април той заедно с разрушителя Rapid, се присъединява в Клайд към обединения конвой WS29 / KMF 15. На 20 април той остава с WS29, когато KMF 15 се отделя и насочва към в Гибралтар. WS29 с ескорта пристигат на 28 април във Фритаун. На 6 май продължават пътя си към Кейптаун, където с пристигането им, на 18 май, „Нюкасъл“ е отделен за служба в качеството на флагман на 4-та крайцерска ескадра на Източния флот.
През юни крайцерът е насочен към търсенето на немския снабдителен съд Charlotte Schleemann, което по данни на разузнаването снабдява от Сурабая в Индийския океане немските подводни лодки. На 24 юни „Нюкасъл“ заедно с крайцера Suffolk и разрушителите Nizam, Racehorse и Relentless съвместно с авиация се насочва към издирването му южно от Мадагаскар в рамките на операцията „Играч“ (Operation Player). Изходните данни са получени като прихващане и разшифровка на немските разговори, предадени с помощта на „Енигма“. На 30 юни операцията е отменена и крайцерът се връща към рутинната си служба. На 26 август започва непродължителен ремонт в Саймънстаун, след който, през септември, се връща на служба.
През януари на новата, 1944 г., крайцерът е привлечен към повторна операция за издирване на Charlotte Schleemann. За целта на Мавриций са образувани 3 съединения. Едно от тях, TF62, се състои от: „Нюкасъл“, крайцера Suffolk и фрегатата Bann, а също самолети, прехвърлени от Източна Африка (Operation Thwart). На 19 януари крайцера съвместно с разрушителя Battler излиза за прочесване на 900 милната зона югоизточно от острова. Връщането е на 21 януари. На 24 януари към Съединение TF62 се присъединяват Suffolk и Bann. На 30 януари издирването е прекратено поради липсата на резултати и неблагоприятно време. Към този момент Charlotte Schleemann също се издирва от Съединение TF63 (спомагателният крайцер Canton) и Съединение TF64 (крайцерът Kenya и австралийският разрушител Nepal). Въпреки това Charlotte Schleemann, на 12 февруари, е прихванат и потопен от разрушителя Relentless.
През март „Нюкасъл“ отново се базира на Мавриций. На 5 март той влиза в състава на Съединението TF67 (ескортен самолетоносач Battler и разрушителя Quadrant) в издирването на поредния снабдителен танкер – Brake югозападно от Кокосовите острови. На 6 март към Съединение 67 се присъединява и разрушителя Roebuck от състава на Съединение 58. На 12 март танкерът е открит от самолетите на Battler и е потопен от екипажа му след подхода на Roebuck.

## Действия против Япония
На 16 април „Нюкасъл“ участва в операцията „Кокпит“ (Operation Cockpit) – атаката над Сабанг от Съединение 70 в състав британския самолетоносач Illustrious и временно придадения към Източния флот американски Saratoga. Крайцерът се намира в Съединение TF69 прикриващо самолетоносачите. Освен „Нюкасъл“ то включва линкорите Queen Elizabeth и Valiant, френския линкор Richelieu крайцерите Nigeria, Ceylon, Gambia и холандския крайцер Tromp. На 21 април корабите се връщат в Тринкомале.
На 6 май крайцерът участва в прикритието на поредното нападени. Този път над Сурабая (Operation Transom). Крайцерът влиза в състава на Съединение TF65: линкорите Queen Elizabeth и Valiant, френския Richelieu, крайцера Nigeria и холандския крайцер Tromp. На 15 май корабите се дозареждат в залива Ексмут в Западна Австралия. На 17 май самолетоносачите нанасят удар по Сурабая, а на 27 май корабите се връщат в Тринкомале.
През юни крайцерът се насочва за поредния си ремонт в Саймънстаун, който продължава до септември. На 7 септември той започва ходови изпитания и със завършването им се насочва към Цейлон. На 10 октомври се присъединява към Източния флот.
На 17 ноември крайцерът участва в поредната операция – Operation Outflank. Самолетоносачите Indomitable и Illustrious в съпровождение на „Нюкасъл“ и крайцерите Argonaut и Black Prince, трябва да осъществят въздушна атака на цели в Pangkalan Brandan. Поради метео условията те обаче нанасят удари по резервните сели в Begawan Deli и аеродрумите около Сабанг.
На 17 декември Съединение TF67 в същия състав нанася повторен удар по целите в Belawan Deli (Operation Robson).
На 2 януари 1945 г. крайцерът е в състава на Съединение TF61 (освен него, крайцерите Nigeria и Phoebe), прикриващо Източния флот в десанта на полуостров Akyab (Operation Lightning).
На 24 януари крайцерът приема на борда си морски пехотинци, които се предполага да десантира на остров Cheduba в Бирма. На 26 януари той отплава заедно с крайцерите Nigeria и Kenya и разрушителите Paladin и Rapid в състава на Соединения TF65, стоварва десанта морска пехота на острова Cheduba, южно от остров Ramree (Operation Sankey). На 31 януари отново с морски пехотинци на борда, обстрелва западното крайбрежие на острова Ramree.
От февруари до април крайцерът охранява конвои в Индийския океан, след което се насочва от Фримантъл (Австралия) към Великобритания. На 23 май той прситига там. започва ремонт на стапелите на Тайн. Ремонта продължава и след края на Втората световна война. На 5 септември 1945 г. крайцера е преведен от Тайн в корабостроителницата в Розайт.

## Коментари
1. ↑  Всички данни се привеждат към 1939 г.